# Lil Nas X
Montero Lamar Hill (Lithia Springs, 9. travnja 1999.), poznatiji po umjetničkom imenu Lil Nas X, američki je reper, pjevač i kantautor. Postao je poznat poslije objave country rap-singla "Old Town Road", koji je stekao popularnost na društvenim mrežama početkom 2019., a potom se popeo na glazbene ljestvice širom svijeta i dostigao je dijamantnu nakladu u studenome iste godine.
"Old Town Road" ostao je 19 tjedana na vrhu američke ljestvice Billboard Hot 100 i tako postao singl koji se najdulje zadržao na prvom mjestu te ljestvice od njezina osnutka 1958. Pjesma je objavljena i u nekoliko remiksanih inačica, među kojima je najpoznatija ona na kojoj se pojavljuje country-pjevač Billy Ray Cyrus. Lil Nas X javno se deklarirao kao homoseksualac dok je pjesma bila na vrhu ljestvice i tako postao jedini glazbenik koji je to učinio uz pjesmu na prvom mjestu ljestvice.
Nakon uspjeha "Old Town Road" Lil Nas X objavio je debitantski EP 7, s kojeg su objavljena dva singla – "Panini", koji se pojavila na petom mjestu ljestvice, i "Rodeo" (na kojem gostuje Cardi B), koji se pojavio na 22. mjestu ljestvice Hot 100. Njegov je debitantski studijski album Montero (iz 2021.) podržan komercijalno uspješnim singlovima "Montero (Call Me by Your Name)", "Industry Baby" (na kojem gostuje Jack Harlow), "Thats What I Want" i "Sun Goes Down".
Lil Nas X bio je muški izvođač s najviše nominacija na 62. dodjeli nagrada Grammy, a naposljetku je osvojio nagrade za najbolji glazbeni spot i najbolju pop-izvedbu dua/grupe. Za "Old Town Road" osvojio je dvije MTV-jeve video-glazbene nagrade (među kojima je i nagrada za pjesmu godine) i Američku glazbenu nagradu za omiljenu rap/hip-hop pjesmu; Lil Nas X također je prvi LGBT i crnački izvođač koji je osvojio nagradu Country Music Associationa. Časopis Time naveo ga je kao jednog od 25 najutjecajnijih ljudi na internetu 2019. godine, a godinu dana poslije Forbes ga je spomenuo i u svojem popisu 30 Under 30.

## Djetinjstvo i obrazovanje
Montero Lamar Hill rođen je 9. travnja 1999. u Lithia Springsu u Georgiji, gradiću nedaleko od Atlante. Nazvan je po Mitsubishi Monteru. Njegovi su se roditelji razveli kad je bio šestogodišnjak, nakon čega se s majkom i bakom preselio u Bankhead Courts. Tri godine poslije preselio se k svojem ocu, pjevaču gospela, u sjevernije mjesto Austell. Iako u početku nije želio otići, poslije je izjavio da je to bila važna odluka: "Toliko je sranja u Atlanti – da sam ostao ondje, došao bih u pogrešno društvo." Izjavio je da se počeo "često služiti internetom u vrijeme kad su memi postajali zaseban oblik zabave"; tad je bio trinaestogodišnjak.
Veći dio vremena kao tinejdžer provodio je sam i posvetio se internetu, "pogotovo Twitteru, na kojem je stvarao memove koji su svjedočili o njegovim simpatičnim dosjetkama i znanju o pop-kulturi". U tinejdžerskoj se dobi također teško mirio s činjenicom da je homoseksualac; molio se da to bude samo faza, no sa 16 ili 17 godina naposljetku je prihvatio svoju seksualnu orijentaciju. U četvrtom je razredu počeo svirati trubu i poslije nekoliko godina postao je glavni trubač, no na kraju je odustao od sviranja jer se bojao da će ga drugi smatrati nezanimljivim.
Pohađao je Lithia Springs High School, a završio ju je 2017. Zatim se upisao u University of West Georgia; akademski mu je smjer bilo računarstvo, no nakon godinu dana ispisao se sa sveučilišta da bi se posvetio glazbenoj karijeri. U to je vrijeme živio sa sestrom, a da bi preživio, radio je u restoranima Zaxby's i zabavnom parku Six Flags Over Georgia. U rujnu 2019. vratio se u svoju srednju školu i ondje održao iznenadni koncert.

## Karijera

### 2015. – 2017.: Internetsko doba
Hill je izjavio da je kao tinejdžer prestao sudjelovati u "izvanškolskim aktivnostima". Veći je dio vremena provodio na internetu u nadi da će privući velik broj obožavatelja, no nije znao na što bi se usredotočio u kreativnom smislu. U intervjuu s Rolling Stoneom izjavio je: "Prvo sam radio komične videe na Facebooku, zatim sam otišao na Instagram, a na kraju sam došao na Twitter ... gdje sam zbilja postao majstor. Bilo je to prvo mjesto na kojem sam mogao steći popularnost." Objavljivao je kraće komične videozapise na Facebooku i Vine.
Časopis New York izvijestio je da je Hill u to je vrijeme stvorio obožavateljske stranice posvećene Nicki Minaj na Twitteru, a jedna od njih zvala se "@NasMaraj". Godine 2017. taj je račun privukao pozornost zbog iznimno kratkih i interaktivnih "scenarijskih niti" koje su se na Twitteru stvarale uz pomoć aplikacije TweetDeck. U istrazi je račun @NasMaraj povezan s praksom znanom kao "tweetdecking", odnosno korištenjem više računa da bi se određene tweetove umjetno učinilo popularnim. Twitter je ukinuo taj račun zbog "kršenja pravila o spamiranju". Časopis New York izvijestio je da je poslije ukinuća tog računa Hill otvorio novi račun pod imenom "@NasMarai" i da je njegov sadašnji račun na Twitteru u to vrijeme zapravo račun "@NasMarai", ali da su njegovo ime i svrha u međuvremenu promijenjeni. Nakon što su ga mediji povezali s obožavateljskim računima, Hill je izjavio da su te optužbe zapravo "nesporazum" te je negirao da je bio vlasnik tih računa. Međutim, u svibnju 2020. u tweetu je priznao da je obožavatelj Minaj. Objasnio je i zašto je u početku to negirao – vjerovao je da bi ljudi mislili da je homoseksualac kad bi znali da je njezin obožavatelj: "Ljudi misle da si gay ako imaš cijelu obožavateljsku stranicu posvećenu Nicki. Reperska i glazbena industrija još nije spremna prihvatiti gay muškarce." Dana 17. lipnja 2020. Minaj mu je u tweetu odgovorila "[p]omalo je peklo kad si rekao da nisi Barb [obožavatelj Nicki Minaj], ali shvaćam te. Čestitam ti na tome što si skupio hrabrosti da bi rekao svoju istinu". Hill se potom ispričao Minaj i izjavio da se "osjećao jako loše" i da se "nadao da nećeš vidjeti moje poricanje". U članku The New York Times Magazinea potvrđeno je da je zapravo bio vlasnik računa pod imenom @NasMaraj.
Krajem 2019. odlučio se posvetiti glazbi i počeo je pisati i snimati pjesme. Odlučio se prozvati Lil Nas X; tim je imenom odlučio odati počast reperu Nasu. Krajem listopada 2018. čuo je ritam koji je na kraju postao dio pjesme "Old Town Road".

### 2018. – 2019.: Proboj u glavnu struju
Dana 3. prosinca 2018. Lil Nas X objavio je country rap-pjesmu "Old Town Road". Za trideset je dolara na internetskoj trgovini anonimno kupio ritam za pjesmu od nizozemskog producenta YoungKija; semplira pjesmu "34 Ghosts IV" sa šestog studijskog albuma Ghosts I-IV (iz 2008.) skupine Nine Inch Nails. Snimio je pjesmu u "skromnom" studiju u Atlanti pod imenom CinCoYo u manje od sat vremena za dvadeset dolara. Potom je počeo stvarati memove da bi podržao "Old Town Road", nakon čega se pojavila na TikToku, društvenoj mreži za kraće videozapise. TikTok je poticao svojih 500 milijuna korisnika na "beskrajno oponašanje" – iz jednih videozapisa nastaju drugi, slični videozapisi u kojima se uglavnom pojavljuje ista glazba; "mahnito bućkanje sadržaja te aplikacije [...] može poslužiti kao moćan inkubator za glazbene hitove". Lil Nas X procijenio je da je za promidžbu pjesme izradio otprilike 100 mema; pjesma je stekla popularnost početkom 2019. zbog izazova #Yeehaw Challenge na TikToku. Milijuni korisnika postavili su videozapise na kojima su bili odjeveni kao konjušari ili kaubojke, a u većini je takvih videozapisa svirala pjesma "Old Town Road"; do srpnja 2019. ti su videozapisi pogledani više od 67 milijuna puta. Veći dio publike na TikToku čine djeca koja su skrivena u statistikama odraslih korisnika. Mrežno mjesto Quartz.com tvrdi da je pjesma dijelom uspješna i zbog te publike; drugim riječima, djeci se svidjela repetitivnost pjesme, što se može lako pjevati i što tekst govori o jahanju konja i traktorima. Debitirala je na 83. mjestu ljestvice Billboard Hot 100, a potom je dosegla prvo mjesto. Također je debitirala na 19. mjestu ljestvice Hot Country Songs i 36. mjestu ljestvice Hot R&B/Hip-Hop Songs. Nakon "intenzivnog rata u nadmetanju" Lil Nas X potpisao je ugovor s Columbia Recordsom u ožujku 2019. Billboard je izazvao polemike kad je u ožujku 2019. uklonio pjesmu s ljestvice Hot Country Songs; u članku Rolling Stonea izjavio je:

Kad se određuju žanrovi, u obzir se uzima nekoliko čimbenika, ali prvi i najvažniji jest glazbena kompozicija. Iako "Old Town Road" aludira na country i slikovit prikaz kauboja, ne prihvaća dovoljno elemenata današnjeg countryja da bi se u sadašnjem obliku pojavila na ljestvici.

Robert Christgau izjavio je: "Micanje 'Old Town Roada' s ljestvice za country čini mi se jednostavno rasističkim; radijske postaje specijalizirane za country i dalje su rasističke bez obzira na to što dio prostora na eteru posvećuju [glazbenicima kao što su] Darius Rucker i Kane Brown." Drugi je Billboardov glasnogovornik mrežnom mjestu Genius poručio: "Billboardova odluka kojom je maknuo pjesmu s ljestvice za country nema nikakve veze s rasom glazbenika." Iako je pjesma maknuta s glavne ljestvice za country-pjesme, svejedno se pojavila na 53. mjestu Billboardove ljestvice Country Airplay, na kojoj se potom popela do 50. mjesta. Predsjednik Sony Music Nashvillea Randy Goodman Billboardu je potom poručio da je njegov tim počeo testirati pjesmu na određenim radijskim tržištima za country; dodao je da bi "bio propust ne uzeti je u obzir". U svibnju 2019. ponovno je došlo do problema s rasizmom u kulturi countryja kad je tvrtka Wrangler najavila kolekciju "Lil Nas X", nakon čega su određeni kupci prijetili bojkotom. Mediji su također istaknuli da pjesma skreće pozornost na povijesno kulturno brisanje Afroamerikanaca iz countryja i doba Divljeg zapada.
Country-glazbenik Billy Ray Cyrus podržao je "Old Town Road", i postao je prvi gostujući pjevač na remiksanoj inačici pjesme iz travnja 2019. (na ostalim su remiksanim inačicama gostovali i drugi glazbenici). Istog je mjeseca Lil Nas X srušio dotadašnji Drakeov rekord za najveći broj slušanja pjesme u jednom tjednu na platformama za streaming u SAD-u: u tjednu koji je završio 11. travnja pjesma je poslušana 143 milijuna puta, što je nadmašilo dotadašnji Drakeov rekord za pjesmu "In My Feelings", koja je u tjednu u srpnju 2018. preslušana 116,2 milijuna puta; do kolovoza 2019. preslušana je više od milijardu puta samo na Spotifyu. U svibnju 2019. objavljen je glazbeni spot za pjesmu, a do kolovoza te godine pregledan je više od 370 milijuna puta. Michael Arceneaux iz NBC Newsa napisao je: "U doba društvenih mreža Lil Nas X vjerojatno je prva zvijezda raznih mikroplatformi."
Singl "Panini" objavljen je kao drugi singl Lila Nasa X-a u lipnju 2019. pod licencijom Columbia Recordsa. Nazvan je po istoimenoj zečici koja se pojavljuje u animiranoj televizijskoj seriji Žderonja, a ne po istoimenom sendviču. Sredinom rujna 2019. objavljena je prva remiksana inačica pjesme na kojoj je gostovao reper DaBaby. Lil Nas X objavio je debitantski EP 7 21. lipnja 2019. Debitirao je na drugom mjestu ljestvice Billboard 200. Dana 23. lipnja 2019. nastupio je s Cyrusom na dodjeli nagrada BET. Dana 30. lipnja ostvario je međunarodni debi na Glastonbury Festivalu, najvećem svjetskom festivalu na otvorenom, kad se s Billyjem Rayem Cyrusom iznenada pojavio na koncertu Miley Cyrus i s njima otpjevao pjesmu, a potom je samostalno otpjevao pjesmu "Panini" na nastupu koji je BBC prenosio diljem Ujedinjenog Kraljevstva. Istog je dana Lil Nas X postao jedan od najpoznatijih crnačkih queer pjevača kad je izjavio da je homoseksualac. Bio je to značajan događaj za glazbenike countryja i hip-hopa jer oba glazbena žanra ističu mačo-stil i "tijekom povijesti su ignorirali queer-glazbenike". Crnački queer-glazbenici u hip-hopu polako su postajali prihvaćeni u javnosti nakon što je Frank Ocean 2012. izjavio da je homoseksualac, netom prije objave Channel Orangea. Rolling Stone objavio je prvu inačicu ljestvice Rolling Stone Top 100 početkom srpnja te godine; na njoj su se pojavile tri pjesme Lila Nasa X-a: "Rodeo", na kojoj je sudjelovala Cardi B, pojavila se na devetom mjestu ljestvice; "Panini" se pojavila na četvrtom, a "Old Town Road" na prvom mjestu.

### 2020. – danas:Montero
Dana 7. srpnja 2020. Lil Nas X izjavio je da je rad na njegovu debitantskom albumu "skoro završen". Također je dodao da radi na mixtapeu i pozvao je producente da mu pošalju ritmove za nove pjesme. Dio pjesme "Call Me by Your Name" objavljen je na internetu tri dana poslije. Najavio je novi singl "Holiday" 8. studenoga 2020., koji je objavljen pet dana poslije. Na Robloxu se održao virtualni koncert kojim je Lil Nas X podržao novi singl, a u trgovini avatarima u igri pojavili su se razni artikli povezani s pjevačem. Singl je debitirao na 37. mjestu ljestvice Billboard Hot 100, a popratni je glazbeni spot u prvih nekoliko tjedana nakon objave pregledan nekoliko desetaka milijuna puta.
U siječnju 2021. objavio je knjigu za djecu C Is for Country. Idućeg je mjeseca ponovno prikazao dio pjesme "Montero (Call Me by Your Name)" u reklami za Super Bowl LV. Ta je pjesma službeno objavljena 26. ožujka 2021. uz popratni glazbeni spot. Istog je dana Lil Nas X izjavio da će ime njegova debitantskog albuma biti Montero i da će biti objavljen sredinom 2021. Spot je izazvao burne reakcije; iako su ga neki smatrali vrijednim izražavanjem queer identiteta, istaknuti konzervativci i kršćani optužili su Hilla za svetogrđe i štovanje vraga. Usprkos polemikama "Montero (Call Me by Your Name)" debitirao je na prvom mjestu ljestvice Billboard Hot 100 i postao drugi Hillov singl koji se pojavio na vrhu te ljestvice i treći singl koji je ušao u prvih deset mjesta ljestvice.
Dana 29. ožujka 2021. Lil Nas X udružio se s njujorškim umjetničkim kolektivom MSCHF i objavio izmijenjeni par tenisica marke Nike Air Max 97 pod imenom Satan Shoes; te je tenisice nosio lik Sotone u glazbenom spotu za "Montero (Call Me by Your Name)". Tenisice su crno-crvene i urešene brončanim pentagramom; u njih je "ubrizgano 60 kubičnih centimetara i jedna kapljica ljudske krvi". Izrađeno je samo 666 pari cipela, a svaki je od njih stajao 1018 dolara. Nike je izjavio da nije uključen u staranje i promidžbu tih tenisica te da ne podržava poruke Lila Nasa X-a i MSCHF-a. Tvrtka je tužila MSCHF na njujorškom saveznom sudu zbog povrede zaštitnog imena. Sudskom je odlukom 1. travnja privremeno obustavljena prodaja i distribucija tenisica. Lil Nas X na parnicu je odgovorio memom na Twitteru u kojem se nalazi lik Kalamarka iz crtića Spužva Bob Skockani; Kalamrko je prikazan kao beskućnik koji prosi.
Nakon polemika koje su okruživale prethodnu pjesmu i njezinu promidžbu, Lil Nas X objavio je introspektivniji singl "Sun Goes Down" 21. svibnja 2021.; u tom singlu govori o svojem nošenju sa zlostavljanjem i mirenjem s činjenicom da je homoseksualac. Pjesmu je idućeg dana otpjevao uz "Montero (Call Me by Your Name)" u emisiji Saturday Night Live; tijekom nastupa plesao je na šipci i pukao mu je šav na hlačama, zbog čega nije mogao dovršiti pjesmu kako je namjeravao. Dana 29. lipnja objavljen je promidžbeni videozapis za Hillov debitantski album, na čijem se završetku pojavio tekst Montero, the Album. Također je objavljen dio pjesme "Industry Baby".
Dana 16. srpnja Lil Nas X objavio je videozapis na TikToku u kojem je izjavio da će tri dana poslije morati otići na sudsku raspravu zbog Satan Shoesa. Međutim, 19. srpnja 2021. objavio je šalu na račun pravnog debakla na YouTubeu i pritom reklamirao novi singl "Industry Baby". Ta je pjesma objavljena 23. srpnja i na njoj gostuje reper Jack Harlow, a kao producenti su navedeni Kanye West i Take a Daytrip. Debitirala je na drugom mjestu ljestvice Billboard Hot 100, a prvo mjesto te ljestvice dosegla je krajem listopada 2021., te je tako postala četvrti singl Lila Nasa X-a koji se pojavio u prvih deset mjesta ljestvice i njegov treći singl koji se pojavio na njezinu vrhu.
Dana 17. rujna 2021. objavljen je album Montero, a istog je dana objavljen i četvrti singl "Thats What I Want". Dana 23. listopada 2021. Lil Nas X pojavio se kao gost iznenađenja na Diplovu koncertu u Electronic Daisy Carnivalu u Las Vegasu. Tijekom nastupa otpjevao je pjesme "Industry Baby", "Montero" i "Old Town Road".

## Glazbeni stil i utjecaji
Za glazbeni stil Lila Nasa X-a tvrdi se da pripada žanrovima kao što su pop rap, hip-hop, country rap, trap, pop rock, pop i rock.
Izjavio je da su ga LGBT izvođači Frank Ocean i Tyler, the Creator nadahnuli i "omogućili mu udobniji život u svojoj koži". Također je kao svoje najveće glazbene uzore izdvojio Nicki Minaj, Katy Perry, Drakea, Miley Cyrus i Doju Cat. Godine 2019. izjavio je: "Odrastao sam uz internet, pa su me nadahnuli glazbenici raznih žanrova." Odrastao je slušajući izvođače hip-hopa kao što su Andre 3000, Kendrick Lamar, Kid Cudi i Lil Uzi Vert.

## Javna priznanja
U srpnju 2019. Time ga je nazvao jednom od 25 najutjecajnijih osoba na internetu zbog njegova "globalnog utjecaja na društvenim mrežama" i "općenite sposobnosti za stvaranje vijesti". Krajem tog mjeseca najavljene su nominacije za dodjelu MTV-jevih nagrada MTV Video Music Award, a Lil Nas X bio je nominiran za nagradu u osam kategorija. Na dodjeli tih nagrada otpjevao je pjesmu "Panini", "odu istoimenoj crtanoj zečici iz serije Žderonja Cartoon Networka"; tijekom nastupa plesao je sa skupinom plesača "nadahnutom Tronom". Na toj je dodjeli osvojio dvije nagrade: za pjesmu godine, pa je tako postao prva LGBT osoba koja je dobila tu nagradu, a za spot pjesme "Old Town Road" redatelj Calmatic osvojio je nagradu za najbolju režiju. Bio je nominiran za nagradu u pet kategorija na dodjeli nagrada Teen Choice, a naposljetku je osvojio nagradu u kategoriji Choiceova R&B-pjesma / pjesma hip-hopa za Cyrusovu remiksanu inačicu pjesme "Old Town Road". "Old Town Road" također je proglašena najpopularnijom ljetnom pjesmom na YouTubeu i više od pedeset drugih država te drugom najpopularnijom ljetnom pjesmom diljem svijeta. Remiksana inačica pjesme na kojoj gostuje Cyrus također je osvojila nagradu Country Music Associationa u kategoriji "Glazbeni događaj godine"; Lil Nas X tako je postao prvi homoseksualac koji je nominiran za CMA-inu nagradu i jedina LGBT osoba koja ju je osvojila. Vox je istaknuo da se dodjela nagrade u toj kategoriji ne prikazuje na CMA-inu televizijskom prijenosu i da ga CMA nije uvrstila u veće, prikladnije kategorije. Remiksana inačica pjesme na kojoj gostuje Cyrus bila je nominirana za nagradu People's Choice za pjesmu 2019., a sam je Lil Nas X bio nominiran u kategoriji glazbenika 2019. Na dodjeli BET-ovih nagrada za hip-hop u listopadu te godine Lil Nas X za remiksanu je inačicu pjesme s Cyrusom osvojio nagrade za najbolju suradnju dua ili grupe i za singl godine. U studenome 2019. osvojio je Američku glazbenu nagradu za omiljenu rap-pjesmu / pjesmu hip-hopa, a bio je nominiran za nagradu u još četiri kategorije, od kojih su njih tri bile za remiksanu inačicu pjesme "Old Town Road". Istog je mjeseca Lil Nas X bio nominiran za šest Grammyja, među kojima su bile nagrade za snimku godine, album godine i najboljeg novog izvođača, a naposljetku je osvojio nagrade za najbolji glazbeni spot i najbolju pop-izvedbu dua ili grupe. Zbog takva uspjeha postao je prva nebjelačka i prva homoseksualna osoba koja se pojavila na Forbesovu godišnjem popisu country-glazbenika s najvišim primanjima.
Ken Burns, autor PBS-ove dokumentarne serije Country Music, izjavio je: 
Početkom srpnja 2019. pjesma "Old Town Road" provela je 13 tjedana zaredom na vrhu ljestvice Billboard Hot 100 i tako je postala prva pjesma hip-hopa koja je postigla taj rekord. Također je prva pjesma prodana u deset milijuna primjeraka dok se nalazila na vrhu ljestvice. Kad je njegova pjesma na vrhu ljestvice provela 15 tjedana, Lil Nas X postao je prvi homoseksualni glazbenik čija je pjesma provela toliko tjedana na ljestvici i time je srušio prijašnji rekord Eltona Johna, čiji se singl iz 1997. sastojao od pjesama "Candle in the Wind 1997" i "Something About the Way You Look Tonight". Budući da je "Old Town Road" naposljetku proveo 19 tjedana na vrhu te ljestvice, Lil Nas X postavio je novi rekord za najviše tjedana provedenih na vrhu te ljestvice od 1958., kad je uvedena. Do kolovoza 2019. pjesma je provela i 19 tjedana na vrhu ljestvice Hot R&B/Hip-Hop Songs, čime je srušila još jedan rekord više izvođača. Provevši 19 tjedana na vrhu ljestvice Hot Rap Songs, pjesma je srušila i treći rekord više izvođača. Do studenoga 2019. pjesma je dostigla dijamantnu nakladu jer je ukupni broj slušanja i prodaje njezinih primjeraka nadmašio 10 milijuna.

## Imidž u javnosti
Lil Nas X stekao je pozornost i po načinu odijevanja; u srpnju 2019. časopis Vogue izjavio je da Lil Nas X kaubojsku odjeću "majstorski" čini glamuroznom na svojim fotografijama na Instagramu i u javnosti. Njegova stilistica Hodo Musa tvrdi da mu izabire modne dodatke koji su "električni, zaigrani, raznobojni i futuristički". Na dodjeli MTV-jevih nagrada 2019. nosio je odijelo Nudieja Cohna boje trešnje s kaubojskim motivima. Tvrtka Wrangler, koja se spominje u tekstu pjesme "Old Town Road", dosljedno prodaje svu odjeću nastalu u suradnji s Lilom Nasom X-om.
Na 62. dodjeli nagrada Grammy nosio je različitu odjeću, među kojom je bilo i Versaceovo odijelo boje fuksije s ružičastim pojasom za čiju je izradu bilo potrebno 700 sati.
U srpnju 2020. pojavio se kao model u traileru za nove proizvode za njegu kože marke Fenty Beauty koju je pokrenula Rihanna.
U kolovozu 2021. Lil Nas X komentirao je "Nah he tweakin" ("Ne, on je puk'o") na objavi na Instagramu o tome da Tony Hawk prodaje daske za koturanje u kojima se nalazi njegova krv. Izraz je idućih nekoliko dana bio popularan na društvenim mrežama.

## Privatni život
Početkom lipnja 2019. Lil Nas X izjavio je da je homoseksualac svojoj sestri i ocu i izjavio da ga je "čitav svemir upućivao na to da to napravi" iako nije bio siguran hoće li ga obožavatelji prihvatiti nakon toga ili ne. Dana 30. lipnja 2019., posljednjeg dana mjeseca ponosa, javno je izjavio da je homoseksualac; u objavi na Twitteru napisao je: "[N]eki od vas već znaju, neke od vas nije briga, neki od vas više se neće zajebavati sa mnom. [A]li prije kraja ovog mjeseca želim da pažljivo slušate c7osure. 🌈🤩✨" Tom su objavom potvrđena prethodna nagađanja do kojih je došlo nakon objave njegove pjesme "c7osure". Rolling Stone izjavio je da pjesma "govori o temama kao što su priznanje, odrastanje i prihvaćanje sebe samoga". Idućeg je dana objavio još jedan tweet, no ovog je puta istaknuo zgradu u duginim bojama na naslovnici njegova EP-a 7 uz tekst "fakat sam mislio da je očito". Nekoliko dana poslije u intervjuu u emisiji BBC Breakfast izravno je izjavio da je homoseksualac i da je svjestan toga da glazbene zajednica countryja i rapa ne prihvaćaju rado njegovu seksualnost.
Novost je uglavnom izazvala pozitivne reakcije, no na društvenim je mrežama došlo i do homofobnih napada na koje je Lil Nas X odgovarao. Do negativnih je reakcija došlo i u zajednici hip-hopa, zbog čega je u središte pozornosti došla homofobija u kulturi hip-hopa. U siječnju 2020. reper Pastor Troy kritizirao je odjeću koju je Hill nosio na dodjeli nagrada Grammy i kritiku je popratio homofobnim komentarima, a Lil Nas X odgovorio mu je: "Bogme izgledam dobro na toj slici."

## Nagrade
Dana 1. rujna 2021. The Trevor Project najavio je da je Lil Nas X osvojio njegovu novu nagradu za zagovornika prevencije samoubojstva.

## Diskografija
Studijski albumi
- Montero (2021.)

## Filmografija
- "Dave" kao on sam (2021.)